# تشيما ديل روسو
تشيما ديل روسو (بالإنجليزية: Cima del Rosso)‏ هو أحد جبال سلسلة جبال الألب بينيني وجزء من القمة الأم يقع في كانتون فاليز، سويسرا. يبلغ ارتفاع الجبل حوالي 2624 متر، بينما يبلغ ارتفاع نتوء الجبل 232 متر.